# Pedro Araya Zavala
Pedro Segundo Araya Zavala (Los Andes, 25 luglio 1925 – Santiago del Cile, 22 dicembre 1998) è stato un cestista cileno.

## Carriera
Con il Cile ha disputato due edizioni dei Campionati del mondo (1950, 1954) e due dei Giochi olimpici (1952, 1956).